# Institutionensystem
Das Institutionensystem ist ein aus der römischen Rechtsantike stammendes wissenschaftsorientiertes Gliederungssystem des allgemeinen Privatrechts. Privatrecht wird in zwei Kategorien eingeteilt: „Personenrecht“ (personae) und „Sachenrecht“ (res). Bei differenzierter Betrachtung bedeutete „Personenrecht“ in der Antike die Zusammenfassung von Personen-/Status- und Familienrecht im heutigen Sinne. „Sachenrecht“ hingegen hatte eine umfassende vermögensrechtliche Bedeutung, denn dazu gehörten das Sachen-, Erb- und Schuldrecht. Besonderheit und Vorteil des Institutionensystems ist der weite Sachbegriff. Die res umfassen im gaianischen Verständnis körperliche wie unkörperliche Sachen, also Rechtsobjekte. Aus diesem Grund gehören auch Vermögensrechte wie Sachgesamtheiten, die Erbschaft, der Nießbrauch und die Obligationen dazu.
Das System geht ursprünglich auf den Hochklassiker Gaius zurück, ein bedeutender Jurist und Rechtslehrer des 2. Jahrhunderts. Er ist Urheber der Institutiones Gai, die er für einen gegliederten Lehrunterricht und als Ordnungssystem entwickelte, um dem Rechtsstoff Struktur zu verleihen. Die Stoffeinteilung nach sachlogischen Prinzipien brachte ihm große Anerkennung ein, die bis in die Spätantike anhielt, denn Kaiser Justinian I. übernahm die Ordnung in seinen Institutionen, diese eingegangen in den später so genannten Corpus Iuris Civilis. Dem Entwurf folgten auch die literarischen Darstellungen des römischen Rechts im Mittelalter und in der Neuzeit, etwa die Kodifikationen des französischen Code civil von 1804 und des österreichischen Allgemeinen bürgerlichen Gesetzbuches von 1811. Im 19. Jahrhundert wurde es vom fünfteiligen Pandektensystem abgelöst, auf dem etwa das deutsche BGB beruht und das heute in der Lehre allgemein angewendet wird. 
Kritiker wenden ein, dass die Bezeichnung „System“ irreführend sei, denn die gaianischen noch die justinianischen Institutionen hätten bestenfalls ansatzweise Systematik aufgewiesen. Ins Feld wird geführt, dass römisches Recht seinem Grundtypus nach immer Fallrecht gewesen sei und dies bis zum Ausgang der Spätantike auch blieb. Erst bei der Pandektenwissenschaft, die auf Grundlage der Digesten entwickelt worden sei, könnte von einer systematischen Stoffaufteilung gesprochen werden. Veränderte Bedürfnisse der Gesellschaft hätten eine Anpassung des rezipierten Rechts erforderlich gemacht. Max Kaser sieht für die gegenwärtige Forschung weiterhin erheblichen Korrekturbedarf.